# 広田達雄
広田 達雄（ひろた たつお、1906年1月21日 - 没年不明）は、埼玉県蕨市の第三代目市長（1963年6月-1967年6月）。

## 人物
- 生家は前橋市で、父曽田軍平が酒造業を営む。日本酒名：東之井（あずまのい）

長兄曽田新十郎は、実家の新潟県中頸城郡柿崎村大字東谷内（現在　新潟県上越市柿崎区東谷内）にて、家を継ぐ。 新潟県中頸城郡の柿崎村、吉川村は、頸城杜氏を多く輩出し、冬場の出稼ぎ先として全国の酒造業に展開した。 その中には、新たな酒造業を興すものも輩出した。 達雄が　次男として　父　曽田軍平と共に、前橋市にて事業を営む。 現在　大正時代に新築したレンガの酒蔵は、前橋市の歴史建造物として、市民の多目的施設として 利用されている。 建設直後に関東大震災や昭和大恐慌の荒波を受け、昭和７年に事業を失敗し、人手に渡った。大正14年4月17日長兄新十郎の妻タイの叔父　廣田與作の養子として　蕨市の酒屋等を経営する。

## 経歴
- 1906年 群馬県前橋市芳町に生まれる。蕨町会議員、蕨市助役を務めた[2]。
- 1963年 蕨市長に就任したが、糖尿病が悪化し1期にて退任する。